# Laize-Clinchamps
Pour les articles homonymes, voir Laize.
Laize-Clinchamps est, depuis le 1er janvier 2017, une commune française située dans le département du Calvados en région Normandie.
De statut administratif commune nouvelle, elle est peuplée de 2 150 habitants. Elle regroupe les communes de Clinchamps-sur-Orne et de Laize-la-Ville et son chef-lieu se situe à Laize-la-Ville.

## Géographie

### Hydrographie
La commune est située dans le bassin Seine-Normandie. Elle est drainée par l'Orne, la Laize, un bras de l'Orne, le ruisseau du Val Distrait, le fossé 01 de la commune de Clinchamps-sur-Orne, l'Orne et un autre petit cours d'eau,.
L'Orne, d'une longueur de 170 km, prend sa source dans la commune d'Aunou-sur-Orne et se jette  dans l'embouchure de l'Orne à Merville-Franceville-Plage, après avoir traversé 60 communes. Les caractéristiques hydrologiques de l'Orne sont données par la station hydrologique située sur la commune de Saint-Martin-de-May. Le débit moyen mensuel est de 23,8 m3/s. Le débit moyen journalier maximum est de 442 m3/s, atteint lors de la crue du 6 janvier 2001. Le débit instantané maximal est quant à lui de 477 m3/s, atteint le même jour.
La Laize, d'une longueur de 32 km, prend sa source dans la commune de Martigny-sur-l'Ante et se jette  dans l'Orne sur la commune, après avoir traversé 15 communes. Les caractéristiques hydrologiques de la Laize sont données par la station hydrologique située sur la commune de Fresney-le-Puceux. Le débit moyen mensuel est de 1,05 m3/s. Le débit moyen journalier maximum est de 10,5 m3/s, atteint lors de la crue du 18 janvier 2024. Le débit instantané maximal est quant à lui de 21,7 m3/s, atteint le 4 janvier 2018.

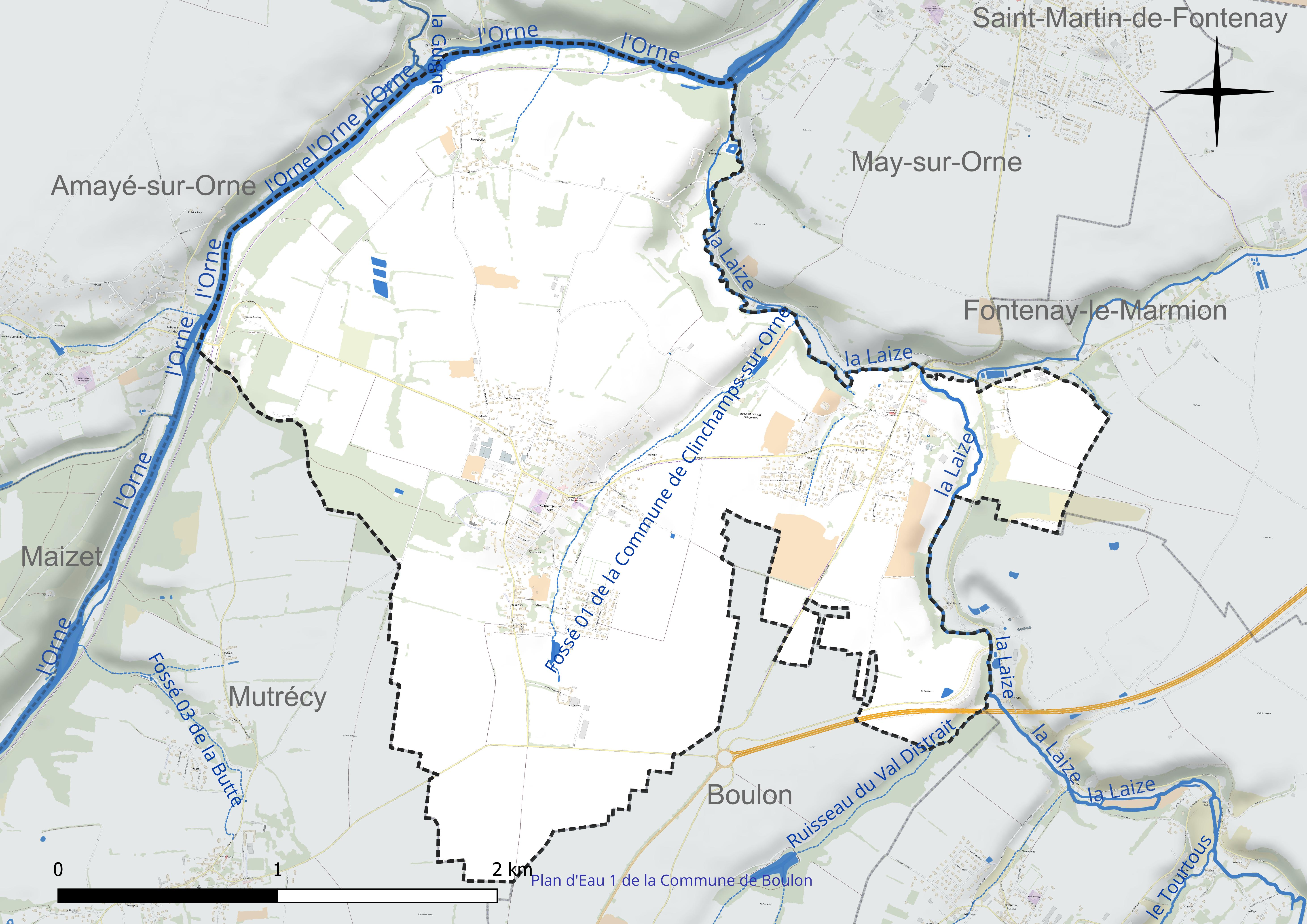
Réseau hydrographique de Laize-Clinchamps.

### Climat
Pour des articles plus généraux, voir Climat de la Normandie et Climat du Calvados.
En 2010, le climat de la commune est de type climat océanique altéré, selon une étude du CNRS s'appuyant sur une série de données couvrant la période 1971-2000. En 2020, Météo-France publie une typologie des climats de la France métropolitaine dans laquelle la commune est exposée à un climat océanique et est dans la région climatique Normandie (Cotentin, Orne), caractérisée par une pluviométrie relativement élevée (850 mm/a) et un été frais (15,5 °C) et venté. Parallèlement le GIEC normand, un groupe régional d'experts sur le climat, différencie quant à lui, dans une étude de 2020, trois grands types de climats pour la région Normandie, nuancés à une échelle plus fine par les facteurs géographiques locaux. La commune est, selon ce zonage, exposée à un « climat des plateaux abrités », correspondant à la plaine agricole de Caen à Falaise, sous le vent des collines de Normandie et proche de la mer, se caractérisant par une pluviométrie et des contraintes thermiques modérées.
Pour la période 1971-2000, la température annuelle moyenne est de 10,7 °C, avec  une amplitude thermique annuelle de 11,9 °C. Le cumul annuel moyen de précipitations est de 720 mm, avec 11,7 jours de précipitations en janvier et 7,7 jours en juillet. Pour la période 1991-2020, la température moyenne annuelle observée sur la station météorologique la plus proche, située sur la commune de Fresney-le-Vieux à 9 km à vol d'oiseau, est de 10,8 °C et le cumul annuel moyen de précipitations est de 826,3 mm,. Pour l'avenir, les paramètres climatiques de la commune estimés pour 2050 selon différents scénarios d'émission de gaz à effet de serre sont consultables sur un site dédié publié par Météo-France en novembre 2022.

## Urbanisme

### Typologie
Au 1er janvier 2024, Laize-Clinchamps est catégorisée bourg rural, selon la nouvelle grille communale de densité à 7 niveaux définie par l'Insee en 2022.
Elle est située hors unité urbaine. Par ailleurs la commune fait partie de l'aire d'attraction de Caen, dont elle est une commune de la couronne,. Cette aire, qui regroupe 296 communes, est catégorisée dans les aires de 200 000 à moins de 700 000 habitants,.

## Histoire
La commune nouvelle regroupe les communes de Clinchamps-sur-Orne et de Laize-la-Ville, qui deviennent des communes déléguées, le 1er janvier 2017. Son chef-lieu se situe à Laize-la-Ville.

## Politique et administration

### Liste des maires
| Période         | Période  | Identité       | Étiquette | Qualité                                                                                   |
| --------------- | -------- | -------------- | --------- | ----------------------------------------------------------------------------------------- |
| 12 janvier 2017 | En cours | Dominique Rose | DVD       | Officier supérieur de gendarmerie en retraite Conseiller départemental d'Évrecy (2021 → ) |

### Communes déléguées
| Nom                    | Code Insee | Intercommunalité          | Superficie (km2) | Population (dernière pop. légale) | Densité (hab./km2) |
| ---------------------- | ---------- | ------------------------- | ---------------- | --------------------------------- | ------------------ |
| Laize-la-Ville (siège) | 14349      | CC de la Vallée de l'Orne | 1,76             | 803 (2021)                        | 456                |
| Clinchamps-sur-Orne    | 14164      | CC de la Vallée de l'Orne | 6,37             | 1 337 (2021)                      | 210                |

## Population et société

### Démographie
L'évolution du nombre d'habitants est connue à travers les recensements de la population effectués dans la commune depuis sa création.

En 2022, la commune comptait 2 150 habitants, en évolution de +8,86 % par rapport à 2016 (Calvados : +1,58 %, France hors Mayotte : +2,11 %).
| 2015  | 2016  | 2017  | 2022  |
| ----- | ----- | ----- | ----- |
| 1 923 | 1 975 | 2 017 | 2 150 |

## Culture locale et patrimoine

### Lieux et monuments
- Église Notre-Dame de Clinchamps-sur-Orne.
- Église de l'Assomption Notre-Dame de Laize.